# Billy Glaze
Billy Richard Glaze (13 de julio de 1943 – 22 de diciembre de 2015), también conocido como Jesse el cuervo sentado (Jesse Sitting Crow) fue un asesino en serie estadounidense convicto cuya culpabilidad ha sido cuestionada por el descubrimiento de pruebas de ADN que excluyen a Glaze e implican a otro hombre.

## Crímenes
Glaze fue sospechoso de los asesinatos de al menos 50 mujeres en varios estados.
Presuntamente se jactó ante la policía de haber matado a más de 20 mujeres, pero en entrevistas afirmaba ser inocente.
Glaze se volvió sospechoso de los asesinatos de tres mujeres nativas americanas que tuvieron lugar entre 1986 y 1987, en el área de Mineápolis, Minnesota, luego de que una camarera lo señalara a las autoridades. La información proporcionada por una novia hizo que los investigadores lo buscaran en Nuevo México. Glaze fue arrestado el 31 de agosto de 1987 mientras conducía bajo los efectos del alcohol, siendo esta una infracción de su libertad condicional por una condena en Texas por violación en 1974. Los oficiales que realizaron el arresto descubrieron una camisa ensangrentada, una palanca y una porra en su camioneta.
Muestras de cabello de la palanca fueron utilizadas para condenarlo por asesinato. Glaze fue condenado por tres cargos de asesinato en primer grado; podría optar a la libertad condicional luego de 52 años. Sostuvo su inocencia durante la sentencia. Fue encarcelado en el Centro Correccional James T. Vaughn, en Smyrna, Delaware.

## Nueva evidencia
Las pruebas de ADN realizadas por el Proyecto Inocencia (Innocence Project) en 2009 determinaron que el semen del kit de violación de una de las víctimas no concordaba con el de Glaze, sino con otro hombre de Minnesota, un violador convicto. Otras pruebas realizadas en 2014 de una colilla de cigarrillo encontrada cerca del cuerpo de la segunda víctima coincidieron con el mismo hombre. Pese a haber analizado muchas más pruebas, ninguna coincidió con Glaze.
Los abogados de Glaze presentaron una moción para un nuevo juicio, basándose tanto en los resultados de las pruebas de ADN como en las dudas sobre la fiabilidad de los testigos oculares que declararon en el juicio original de Glaze. Uno de dichos testigos se ha retractado desde entonces, mientras que otro afirma haber presenciado más de 60 asesinatos durante su estancia en prisión. Con respecto a la moción de los abogados de Glaze, el Departamento de Policía de Mineápolis y la Oficina del Fiscal del Condado de Hennepin se encuentran re-investigando el caso.

## Muerte
Glaze murió el 22 de diciembre de 2015 a la edad de 72 años, poco tiempo después de haber sido diagnosticado con cáncer de pulmón en fase 4. Murió en prisión tras haber pasado más de 25 años encarcelado.